# Riksväg 191
Riksväg 191 (norska: Riksvei 191) är en riksväg i Oslo i Norge som går mellan Europaväg 6 vid Trosterud och Riksväg 163 vid Veitvet. Vägen är cirka en kilometer lång och asfalterad.

## Anslutningar
Riksväg 191 ansluter till:
- Europaväg 6 (vid Trosterud)
- Riksväg 163 (vid Veitvet)